# Windows DVD Maker
Windows DVD Maker – wbudowana w Windows Vista (tylko: Windows Vista Ultimate i Windows Vista Home Premium) oraz Windows 7 prosta aplikacja służąca tworzeniu z materiałów audio, wideo i zdjęć pokazów slajdów możliwych do odtworzenia na komputerze lub na stacjonarnym odtwarzaczu DVD. Aplikacja oferuje kilkanaście szablonów, dzięki którym pokaz nabierze unikalnego wyglądu. Menu oraz tekst można dostosowywać do własnych potrzeb. Gotowy pokaz aplikacja zapisuje na płycie DVD.